# Gare de l'avenue de Vincennes
Gare de l'avenue de Vincennes je zrušená železniční stanice v Paříži ve 20. obvodu. Nádraží bylo v provozu v letech 1869–1934. Budova se nacházela na adrese 101, cours de Vincennes.

## Lokace
Nádraží bylo součástí zrušené tratě Petite Ceinture. Leželo mezi stanicemi Bel-Air-Ceinture a Rue d'Avron.

## Historie
Nádraží bylo pro cestující otevřeno 26. dubna 1869. Později bylo přestavěno při renovaci tratě a znovu otevřeno 16. května 1889. Tak jako celá linka bylo i nádraží uzavřeno pro osobní přepravu 23. července 1934.
Budova přiléhala k mostu na Cours de Vincennes, po kterém vedla železnice. Horní část sloužící jako hala pro cestující byla zbořena. Zůstala pouze přízemní část, která sloužila jako prodejna automobilů. 